# 若山晃久
若山 晃久（わかやま あきひさ、6月27日 - ）は、日本の男性声優。愛知県出身。シグマ・セブン所属。

## 略歴
声優になろうと思ったきっかけは『マクロスF』で中村悠一の芝居を聞いたことから。
シグマ・セブン付属養成所21期卒業後、2016年4月1日付けでシグマ・セブンe所属となる。
2016年、『タイムボカン24』のトキオ役で初の主役を務める。
2025年5月1日よりシグマ・セブン所属。

## 人物
資格は速解力検定3級。趣味と特技はピアノを挙げている。その他の趣味にはサッカーと歌（カラオケ）、特技には水泳と速読をそれぞれ挙げている。

## 出演
太字はメインキャラクター。

### テレビアニメ
2015年
- 学戦都市アスタリスク（2015年 - 2016年、学生C、校章の機械音声、ジェロン生徒） - 2シリーズ

2016年
- タイムボカン24（2016年 - 2018年、トキオ） - 2シリーズ
- ガーリッシュナンバー（オーディション司会）

2017年
- アリスと蔵六（部下）
- 遊☆戯☆王VRAINS（鈴木、デュエリスト）
- ようこそ実力至上主義の教室へ（2017年 - 2024年、神崎隆二） - 3シリーズ

2018年
- 三ツ星カラーズ（男性）
- 恋は雨上がりのように（男子生徒）
- 多田くんは恋をしない（生徒）
- ムヒョとロージーの魔法律相談事務所（男）
- ゴブリンスレイヤー（2018年 - 2023年、少年斥候） - 2シリーズ

2019年
- ブギーポップは笑わない（ピエロ）
- おしりたんてい（2019年 - 2020年、クマの少年、ぼうしずきの少年）
- 叛逆性ミリオンアーサー（兵士）
- ワンパンマン（メンタイ）
- ぼくたちは勉強ができない!（男子中学生B）
- 放課後さいころ倶楽部

2020年
- 戦翼のシグルドリーヴァ（パイロット、隊員、観光客、おまえらーず、整備士、飛行隊員）
- NOBLESSE -ノブレス-（レジス・K・ランデグル）

2021年
- スライム倒して300年、知らないうちにレベルMAXになってました（村人A）
- うらみちお兄さん（ドラックストア店員）

2023年
- 弱虫ペダル LIMIT BREAK（観客）
- 文豪ストレイドッグス（兵士B）

2024年
- 神は遊戯に飢えている。（キルギス）
- 負けヒロインが多すぎる!（男子生徒）
- BEYBLADE X（記者）
- ザ・ファブル（若い男）
- ブルーロック VS. U-20 JAPAN（閃堂秋人）

2025年
- 花は咲く、修羅の如く（西野）
- 盾の勇者の成り上がり Season 4（ルミヌス）

### 劇場アニメ
- 映画 おしりたんてい カレーなる じけん（2019年、犬男）

### Webアニメ
- T・Pぼん（2024年、並平凡[14]） - 2シリーズ[一覧 5]

### ゲーム
- 幻想大陸エレストリア（2018年、アキレス[15]）
- ダイダロス:ジ・アウェイクニング・オブ・ゴールデンジャズ（2018年、神宮寺三郎〈少年期〉[16]）
- 共闘ことばRPG コトダマン（2019年、ンギスハンター[17]）
- SDガンダム GGENERATION CROSSRAYS（2019年、トロヤ・ノワレ、マイキャラクターボイス〈男性16〉、一般兵ボイス〈ノーマルA〉）
- PROGRESS ORDERS（2025年、シャスト[18]）

### ドラマCD
- 墜落JKと廃人教師（2019年）※花とゆめ 2019年16号付録ドラマCD

### その他コンテンツ
- 【電撃文庫ボイスドラマ】『三角の距離は限りないゼロ』（2021年、矢野四季[19]）
- わが家は祇園の拝み屋さん スペシャルPV（2022年、ナレーション[20]）
- きみはマシェリ　ボイスコミック（2022年、中原[21]）

### シリーズ一覧
1. ↑  1st SEASON（2015年）、2nd SEASON（2016年）
2. ↑  『タイムボカン24』（2016年 - 2017年）、続編『タイムボカン 逆襲の三悪人』（2017年 - 2018年）
3. ↑  第1期（2017年）、第2期『2nd Season』（2022年）、第3期『3rd Season』（2024年）
4. ↑  第1期（2018年）、第2期『II』（2023年）
5. ↑  シーズン1（2024年）、シーズン2（2024年）

### 初出話一覧
1. ↑  第2話初出
2. ↑  第1話初出
3. ↑  第41話初出
4. ↑  第17話初出
5. ↑  第29話初出
6. ↑  第8話初出
7. ↑  第7話初出